# William Robertson Smith
William Robertson Smith (8 de noviembre de 1846 - 31 de marzo de 1894) fue un orientalista escocés, estudioso del Antiguo Testamento, un profesor de teología y ministro de la Iglesia Libre de Escocia. Fue uno de los editores de la Encyclopaedia Britannica. También es conocido por su libro La religión de los semitas, que es considerado un texto clave en el estudio de las religiones comparadas.